# Батлер, Бенджамин
Бенджамин Франклин Батлер (англ. Benjamin Franklin Butler, 5 ноября 1818, Дирфилд, Нью-Гэмпшир, США — 11 января 1893, Вашингтон) — американский государственный и военный деятель, генерал, участник Гражданской войны в США.

## Ранние годы
Батлер родился в Дирфилде, Нью-Гемпшир, он был шестым сыном капитана Джона Батлера, который служил под командованием генерала Эндрю Джексона в англо-американской войне и участвовал в сражении при Новом Орлеане. Его назвали в честь «отца-основателя» Бенджамена Франклина. Его старший брат, Эндрю Джексон Батлер (1815—1864) служил полковником в армии Союза. В 1838 году он окончил Ватервильский Колледж в штате Мэн и с 1840 года работал адвокатом в городе Лоуэлл (штат Массачусетс). 16 мая 1844 года он женился на Саре Хилдрет, актрисе и дочери Исраэля Хилдрета. У них было трое детей: Бланш (1847—1939), Пол (1852—1918) и Бен-Исраэль (1855—1881). Бланш Батлер впоследствии вышла замуж за Эдельберта Эймса, губернатора Миссиспипи, сенатора и генерала армии Союза.
Вступил в Демократическую партию и в 1853 году был избран в палату представителей штата Массачусентс, а в 1859 году — в сенат штата. В 1848, 1852, 1856 и 1860 годах избирался депутатом на национальные съезды Демократической партии по выдвижению кандидатуры на пост Президента США. Был одним из немногих представителей северных штатов, голосовавших за Джефферсона Дэвиса и Джона Кэбелла Брекинриджа.
Начиная с 1855 года Батлер — бригадный генерал милиции штата.

## Гражданская война

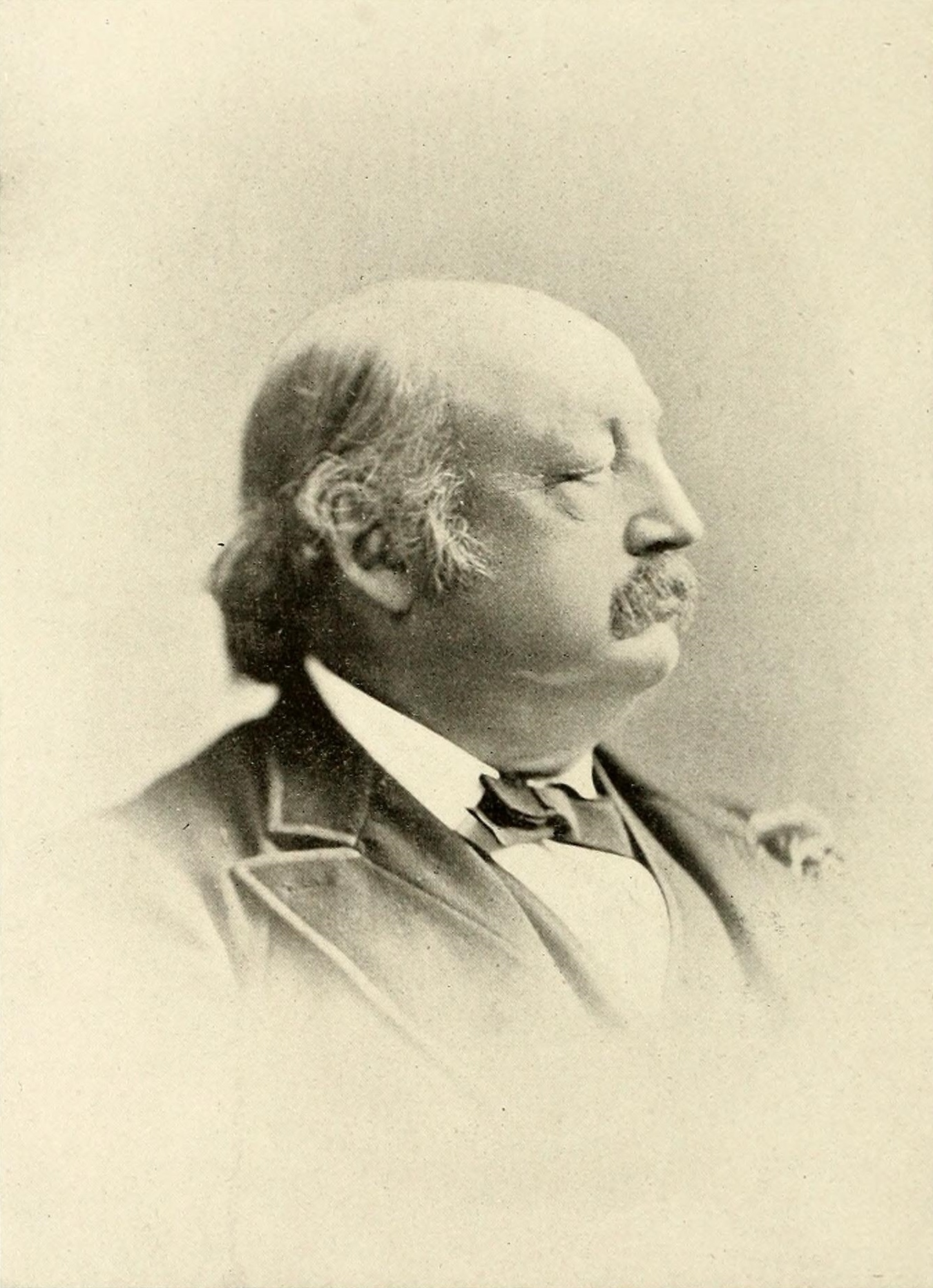
Бенджамин Франклин Батлер

С началом Гражданской войны был послан со своими отрядами губернатором Массачусетса в Вашингтон, через территорию штата Мэриленд, население которого симпатизировало Конфедерации. Высадившись со своими войсками с моря в Аннаполисе, Батлер 13 мая 1861 года занял Балтимор, где арестовал мэра, членов городского совета и начальника полиции. За проявленную решительность и быстроту действий 16 мая он получил от А. Линкольна звание генерал-майора и был назначен командовать Вирджинским отделом со штаб-кварирой в форте Монро. В сражении у Биг Бетель, одном из первых в Гражданской войне, войска Батлера потерпели поражение. В августе 1861 года он занял Форт-Гаттерас на побережье Северной Каролины. Тогда же в августе Батлер попросил снять его с поста командующего Вирджинским отделом — он был потрясен «актом бессмысленной жестокости» конфедератов, которые 7 августа сожгли город Хэмптон, чтобы он не достался федералам.
5 января 1862 года, при помощи флотилии Д. Г. Фаррагута, армия Батлера заняла Новый Орлеан, крупнейший город Конфедерации. Генерал Батлер прославился защитой и освобождением перебежавших и добравшихся до линии фронта негров-рабов. Также Батлер приказал казнить фермера, снявшего и разорвавшего вывешенный над его домом флаг США. В то же время южане отмечали его жестокость и расправы с мирным населением Конфедерации. Он обвинялся также жителями занятых его войсками районов в разграблении имущества состоятельных горожан. За эти преступления был заочно приговорён судом Конфедерации к смертной казни. В результате федеральное правительство в Вашингтоне было вынуждено в 1862 году отозвать Батлера из Луизианы.
В 1863 году генерал был послан во главе федеративных войск (Армия Джеймса) в Виргинию с заданием в начале 1864 года начать наступление на столицу Конфедерации Ричмонд и стратегически важный Питерсберг. Однако армия Батлера была остановлена войсками Конфедерации под руководством генерала Борегара и разгромлены в битве при Прокторс-Крик, после чего остатки отрядов Батлера были надолго блокированы на полуострове Бермуда Хандред. В конце 1864 года Батлер попытался штурмовать Форт-Фишер в Северной Каролине, но был отбит. После этого он до окончания военных действий был отстранён от руководства войсками.
Согласно мнению ряда военных деятелей США, генерал Б. Ф. Батлер обладал довольно посредственным военным талантом.

## Послевоенная деятельность
После окончания Гражданской войны Батлер вступил в Республиканскую партию и с 1867 по 1879 год был членом Палаты представителей США. В 1870-х годах примкнул к республиканской фракции «Стойкие» во главе с сенатором Роскоу Конклингом, которая поддерживала политику Реконструкции президента Гранта и выступала против реформы государственной службы, продвигаемой их оппонентами из фракции «Полукровки». С 1882 года — губернатор Массачусетса. В 1884 году выдвинул свою кандидатуру на пост президента США от партии гринбекеров, но проиграл.